# Lâu đài ở Nidzica

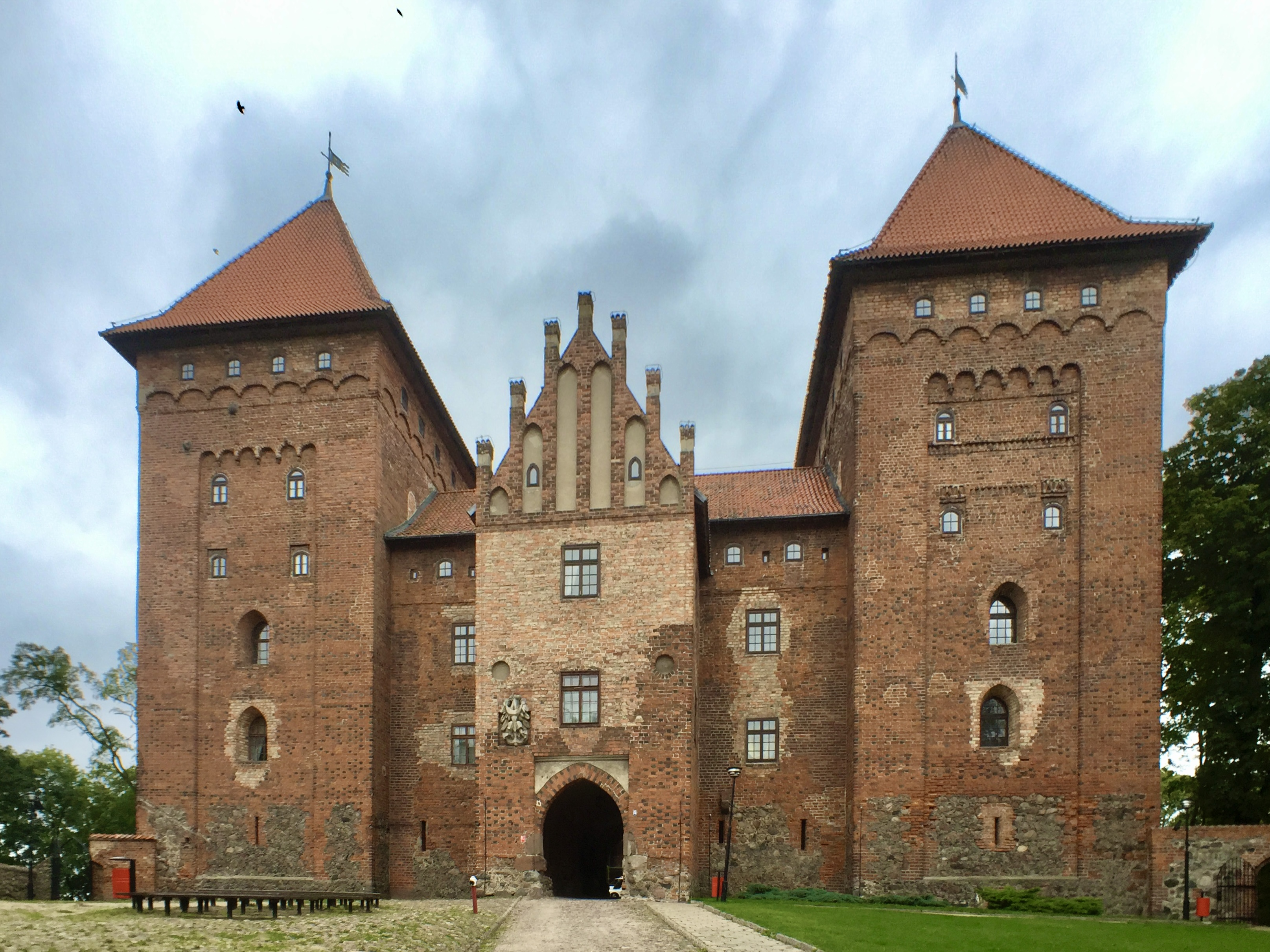
Lâu đài ở Nidzica (2015)

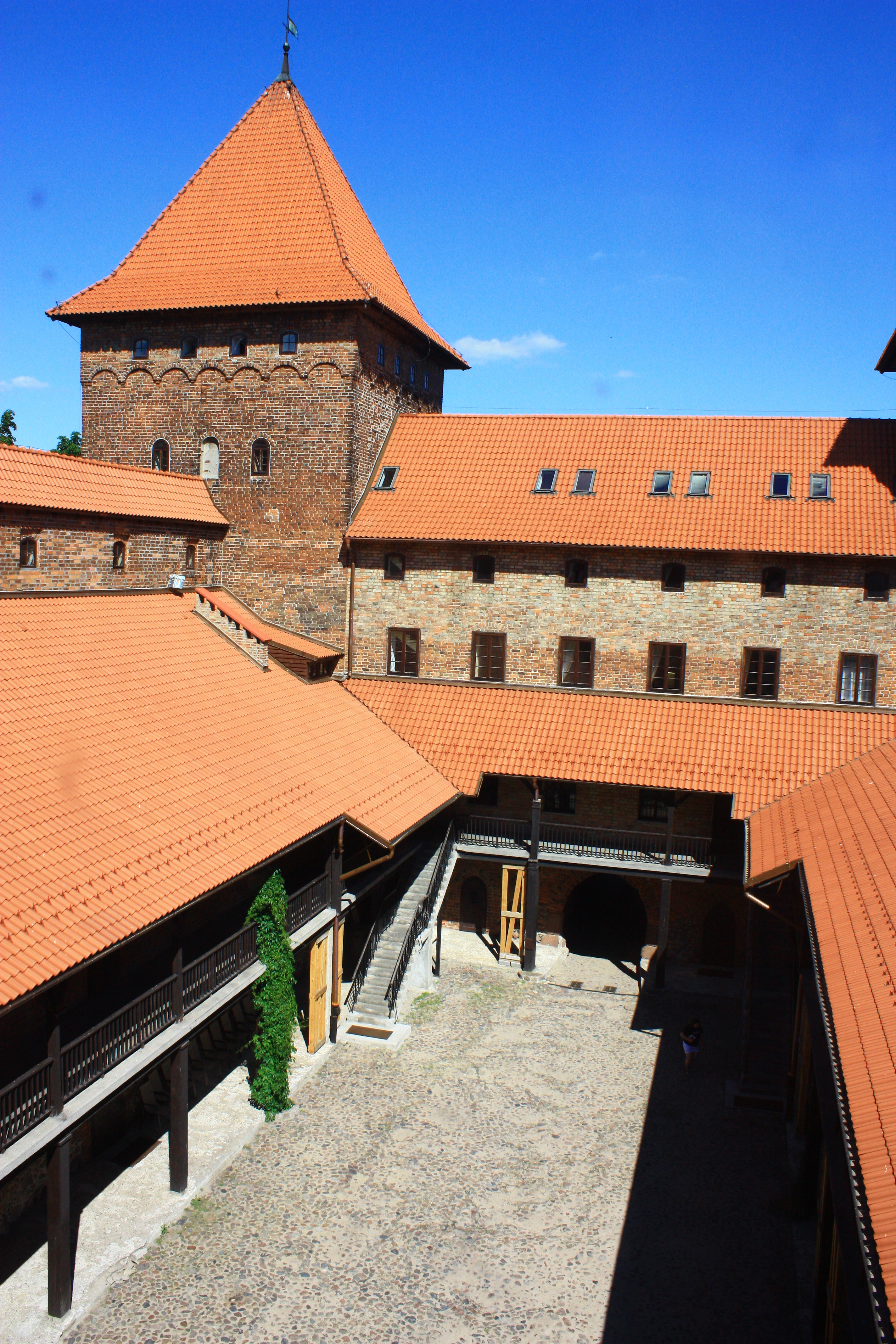
Sân trong của lâu đài (2013)

Lâu đài ở Nidzica (tiếng Ba Lan: Zamek w Nidzicy) là một lâu đài lịch sử có từ thời Trung Cổ, tọa lạc ở thị trấn Nidzica,  huyện Nidzicki, tỉnh Warmińsko-Mazurskie, Ba Lan. Công trình kiến trúc này có tên trong danh sách di tích.
Hiện nay, lâu đài là một trong những trung tâm thương mại, văn hóa và giải trí nổi tiếng ở địa phương. Bảo tàng vùng Nidzica có đặt trụ sở tại đây. Bên cạnh đó, bên trong lâu đài còn có một khách sạn và một nhà hàng. Vé vào cửa lâu đài là miễn phí, trừ khu vực bảo tàng. Xung quanh khu phức hợp này là một công viên đẹp như tranh vẽ có từ thế kỷ 19.

## Lịch sử
| Mốc lịch sử                 | Mô tả |
| --------------------------- | --- |
| Thế kỷ 14 (khoảng năm 1370) | Lâu đài ở Nidzica được xây dựng theo phong cách kiến trúc Gothic. |
| Năm 1414                    | Các hiệp sĩ Ba Lan vây hãm và chiếm được lâu đài. |
| Năm 1454                    | Lâu đài do Liên minh Phổ chiếm đóng. |
| Tháng 2 năm 1455            | Lâu đài tiếp tục bị quân đội Séc chiếm đóng (do Jan Kolda ze Zampachu chỉ huy). |
| Năm 1784                    | Một trận hỏa hoạn gây thiệt hại một phần của lâu đài. |
| Năm 1812                    | Lâu đài bị quân đội Pháp tàn phá. |
| 1828–1830                   | Lâu đài được xây dựng lại để làm trụ sở cho một tòa án và nhà tù. |
| Năm 1945                    | Quân đội Liên Xô đã ném bom lâu đài, khiến nơi đây trở thành một đống đổ nát. |
| 1961–1965                   | Việc tái thiết lâu đài được tiến hành. Sau đó, các cơ sở văn hóa và xã hội địa phương quản lý nơi đây. |
| Hiện nay                    | Lâu đài là một trong những trung tâm thương mại, văn hóa và giải trí nổi tiếng ở địa phương. Đây là nơi diễn ra các cuộc triển lãm về dân tộc học và lịch sử, các tác phẩm điêu khắc và tư liệu của thị trấn. |